# Gilia guadalupensis
Gilia guadalupensis är en blågullsväxtart som beskrevs av August Brand. Gilia guadalupensis ingår i släktet gilior, och familjen blågullsväxter. Inga underarter finns listade i Catalogue of Life.